# Vista Serrana
Vista Serrana é um município brasileiro no estado da Paraíba, Região Nordeste do país. Está situado no Sertão Paraibano e integra a Região Metropolitana de Patos. Ocupa uma área de cerca de 60 km², sendo que 1 km² está em perímetro urbano, e sua população foi estimada em 3 641 habitantes em 2022.
Localiza-se a uma latitude 06º44'18" sul e a uma longitude 37º34'00" oeste, estando a uma altitude de 240 metros.

## História
O português Teodósio de Oliveira Ledo foi o primeiro europeu a alcançar as atuais terras do município, tendo que confrontar os índios pegas ao chegar na região, sendo que não obteve muito êxito.
No ano de 1923, foi construída no sítio Salamandra uma capela em homenagem à Nossa Senhora do Desterro, junto com um cemitério e uma escola. A partir de 1929, junto à capela começou a formar-se um povoado, que com o tempo veio a tornar-se o povoado de Desterro de Malta.
O distrito de Desterro de Malta foi formado e elevado à categoria de município pela lei estadual nº 3050, de 17 de junho de 1963, desmembrado de Malta. É constituído apenas pelo distrito-sede.
A mudança do nome de Desterro de Malta para Vista Serrana ocorreu em 27 de dezembro de 1991, após aprovação de lei estadual de nº 5529.

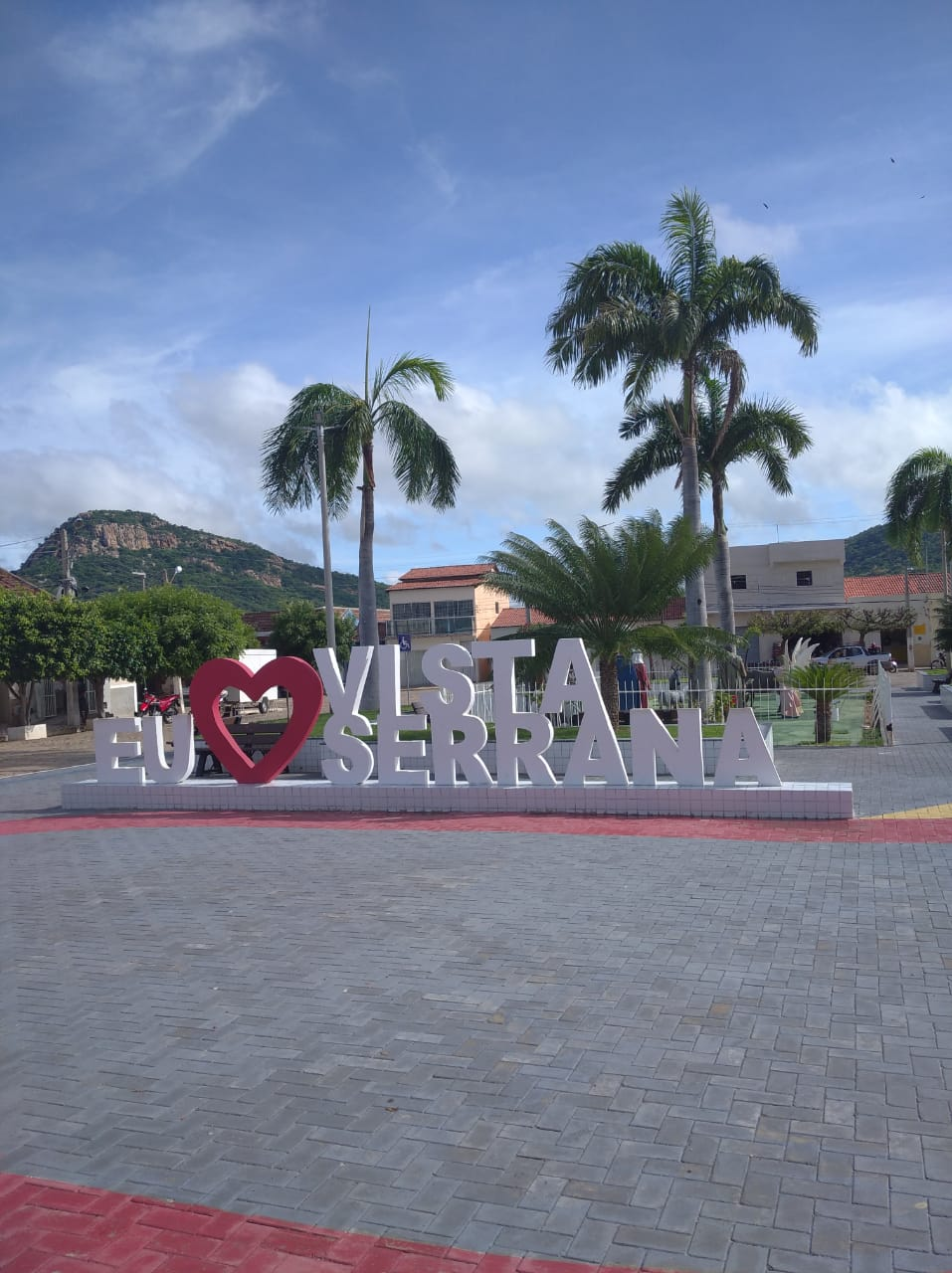
Letreiro "Eu Amo Vista Serrana"
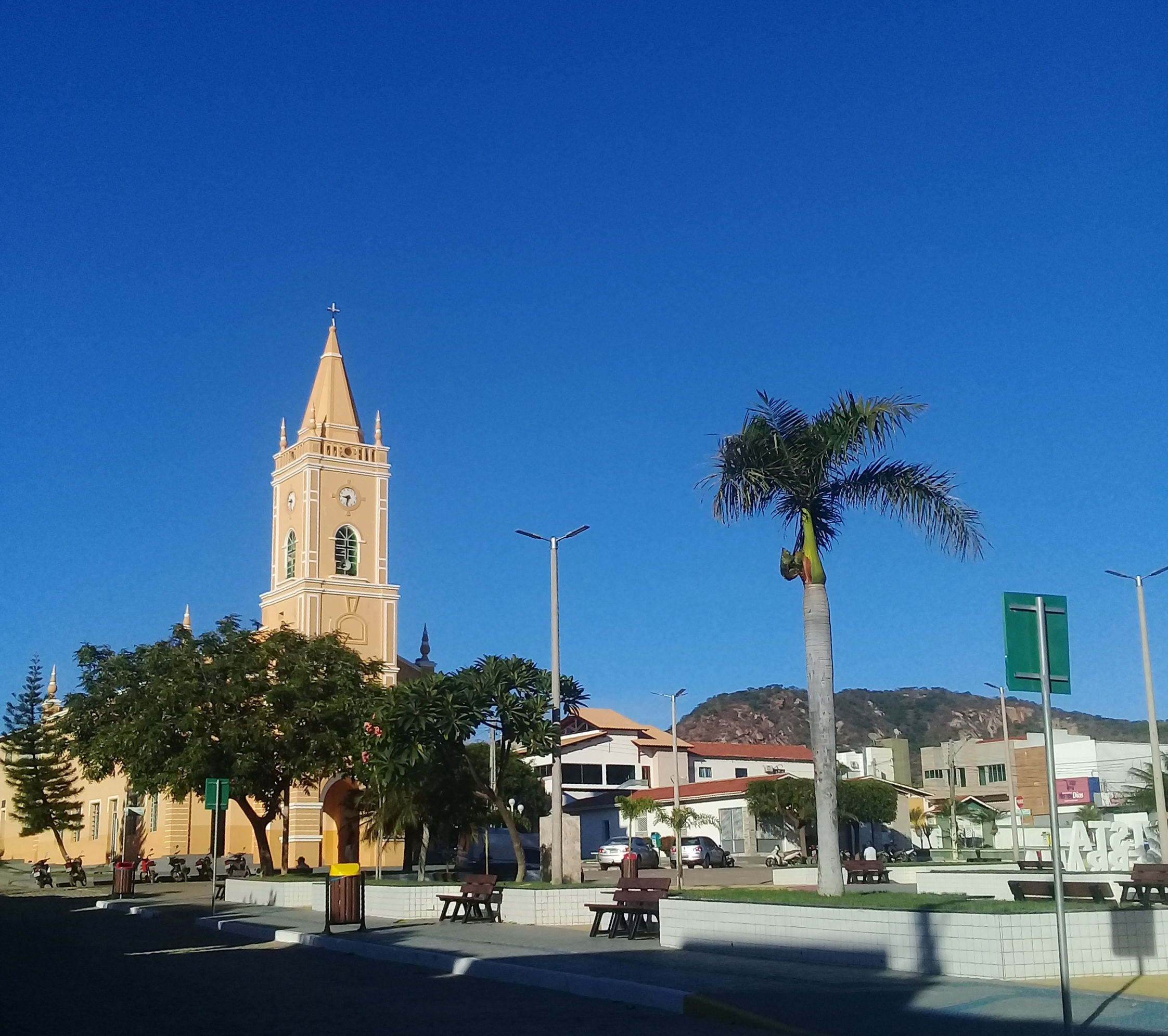
Área central da cidade

## Geografia
O município está incluído na área geográfica de abrangência do semiárido brasileiro, definida pelo Ministério da Integração Nacional em 2005.  Esta delimitação tem como critérios o índice pluviométrico, o índice de aridez e o risco de seca.

### Clima
Dados do Departamento de Ciências Atmosféricas, da Universidade Federal de Campina Grande, mostram que Vista Serrana apresenta um clima com média pluviométrica anual de 397,4 mm e temperatura média anual de 26,7 ºC.
| Dados climatológicos para Vista Serrana (Desterro de Malta) | Dados climatológicos para Vista Serrana (Desterro de Malta) | Dados climatológicos para Vista Serrana (Desterro de Malta) | Dados climatológicos para Vista Serrana (Desterro de Malta) | Dados climatológicos para Vista Serrana (Desterro de Malta) | Dados climatológicos para Vista Serrana (Desterro de Malta) | Dados climatológicos para Vista Serrana (Desterro de Malta) | Dados climatológicos para Vista Serrana (Desterro de Malta) | Dados climatológicos para Vista Serrana (Desterro de Malta) | Dados climatológicos para Vista Serrana (Desterro de Malta) | Dados climatológicos para Vista Serrana (Desterro de Malta) | Dados climatológicos para Vista Serrana (Desterro de Malta) | Dados climatológicos para Vista Serrana (Desterro de Malta) | Dados climatológicos para Vista Serrana (Desterro de Malta) |
| Mês                                                         | Jan                                                         | Fev                                                         | Mar                                                         | Abr                                                         | Mai                                                         | Jun                                                         | Jul                                                         | Ago                                                         | Set                                                         | Out                                                         | Nov                                                         | Dez                                                         | Ano                                                         |
| ----------------------------------------------------------- | ----------------------------------------------------------- | ----------------------------------------------------------- | ----------------------------------------------------------- | ----------------------------------------------------------- | ----------------------------------------------------------- | ----------------------------------------------------------- | ----------------------------------------------------------- | ----------------------------------------------------------- | ----------------------------------------------------------- | ----------------------------------------------------------- | ----------------------------------------------------------- | ----------------------------------------------------------- | ----------------------------------------------------------- |
| Temperatura máxima média (°C)                               | 34,1                                                        | 33,1                                                        | 32,3                                                        | 31,9                                                        | 31,4                                                        | 30,9                                                        | 31,1                                                        | 32,5                                                        | 33,8                                                        | 34,7                                                        | 35,0                                                        | 34,8                                                        | 33,0                                                        |
| Temperatura média (°C)                                      | 27,8                                                        | 27,1                                                        | 26,5                                                        | 26,3                                                        | 25,9                                                        | 25,2                                                        | 25,1                                                        | 25,8                                                        | 26,8                                                        | 27,5                                                        | 27,9                                                        | 28,1                                                        | 26,7                                                        |
| Temperatura mínima média (°C)                               | 22,3                                                        | 22,1                                                        | 21,9                                                        | 21,6                                                        | 21,0                                                        | 20,1                                                        | 19,5                                                        | 19,4                                                        | 20,4                                                        | 21,2                                                        | 21,7                                                        | 22,2                                                        | 21,1                                                        |
| Chuva (mm)                                                  | 41,4                                                        | 88,9                                                        | 150,8                                                       | 110,1                                                       | 37,6                                                        | 19,5                                                        | 8,0                                                         | 1,1                                                         | 3,3                                                         | 0,5                                                         | 2,7                                                         | 12,9                                                        | 397,4                                                       |
| Fonte: Departamento de Ciências Atmosféricas.               |                                                             |                                                             |                                                             |                                                             |                                                             |                                                             |                                                             |                                                             |                                                             |                                                             |                                                             |                                                             |                                                             |